# Varvara Ivanova
Pour les articles homonymes, voir Ivanov.
Varvara Ivanova (en russe : Варвара Иванова, née en 1987 à Moscou) est une harpiste virtuose russe, récipiendaire de grands prix dans de nombreux concours internationaux de harpe.

## Biographie
Elle est née à Moscou en 1987 et a grandi dans une famille de musiciens, avec son père baryton, Vladimir Ivanov, sa mère harpiste, Zoya Slootskovskaya, et ses frères Gleb, pianiste et Danila, violoncelliste. À partir de l'âge de cinq ans, elle étudie au Conservatoire de Moscou dans la classe de M. F. Maslennikova. Sa première performance majeure se déroule au Big Concert Hall, en 1993, lorsque, à l'âge de six ans, elle joue le Concerto pour harpe et orchestre en si  majeur de Haendel avec l'Orchestre de chambre du Kremlin de Moscou, sous la direction de Misha Rachlevsky.
Elle effectue des tournées en Allemagne, en tant que soliste avec l'Orchestre de chambre du Kremlin, en novembre 2001, lors du remplacement, prévu juste une semaine auparavant, de Xavier de Maistre, principal harpiste de l'Orchestre Philharmonique de Vienne. Les concerts à la salle de concert de Düsseldorf, à la Musikhalle de Hambourg, au Prinzregententheater de Munich et au Alte Oper de Francfort sont bien accueillis.
En 2002, elle est soliste au Congrès mondial de la harpe à Genève en Suisse.
Ses débuts à Londres se font au Wigmore Hall, le 1er juin 2003, avec l'Orchestre de chambre de Londres dirigé par Geoffrey Simon, dans un concert co-parrainé par la Fondation Victor Salvi et la Fondation artistique anglo-suisse. Le concert inclut un arrangement de solo, commandé spécialement pour le concert par Paul Sarcich, du concerto pour harpe Le Carnaval de Venise de Wilhelm Posse ; il comprend également le Concerto pour flûte et harpe de Mozart (avec le flûtiste Neil McLaren), et la Toccata et Fugue en ré mineur de Bach, arrangé pour harpe solo par Marcel Grandjany.
En 2004, elle donne des récitals au BEMUS, festival international de musique de Belgrade, suivis par des spectacles au Gstaad Festival de Musique en Suisse, ainsi qu'au festival musical de harpe de Belgrade en 2005, et d'une tournée de concerts en Russie.
Elle se rend aux États-Unis au printemps 2005, produisant une série de concerts. Elle fait ses débuts à New York au Merkin Hall, suivis plus tard par un concert de quatre jours à la salle de Concert Libby Gardner à Salt Lake City, où elle joue les arrangements de compositions au clavier, y compris celles de Bach, Chopin, Ravel, Tchaïkovski, Brahms et, en rappel, Rêves d'amour par Liszt. Plus tard, le 24 septembre 2005, elle participe à un concert au Tchaikovsky Concert Hall de Moscou pour célébrer le 15e anniversaire de la restauration de la plus grande église de l'Ascension, dans la Rue Bolchaïa Nikitskaïa, sa propre église paroissiale.

Le célèbre violoncelliste russe et chef d'orchestre Mstislav Rostropovitch a dit d'elle : 

« Elle est une excellente harpiste et est déjà capable de jouer dans le monde entier, démontrant une connaissance précise de son instrument, et l'immense talent. »

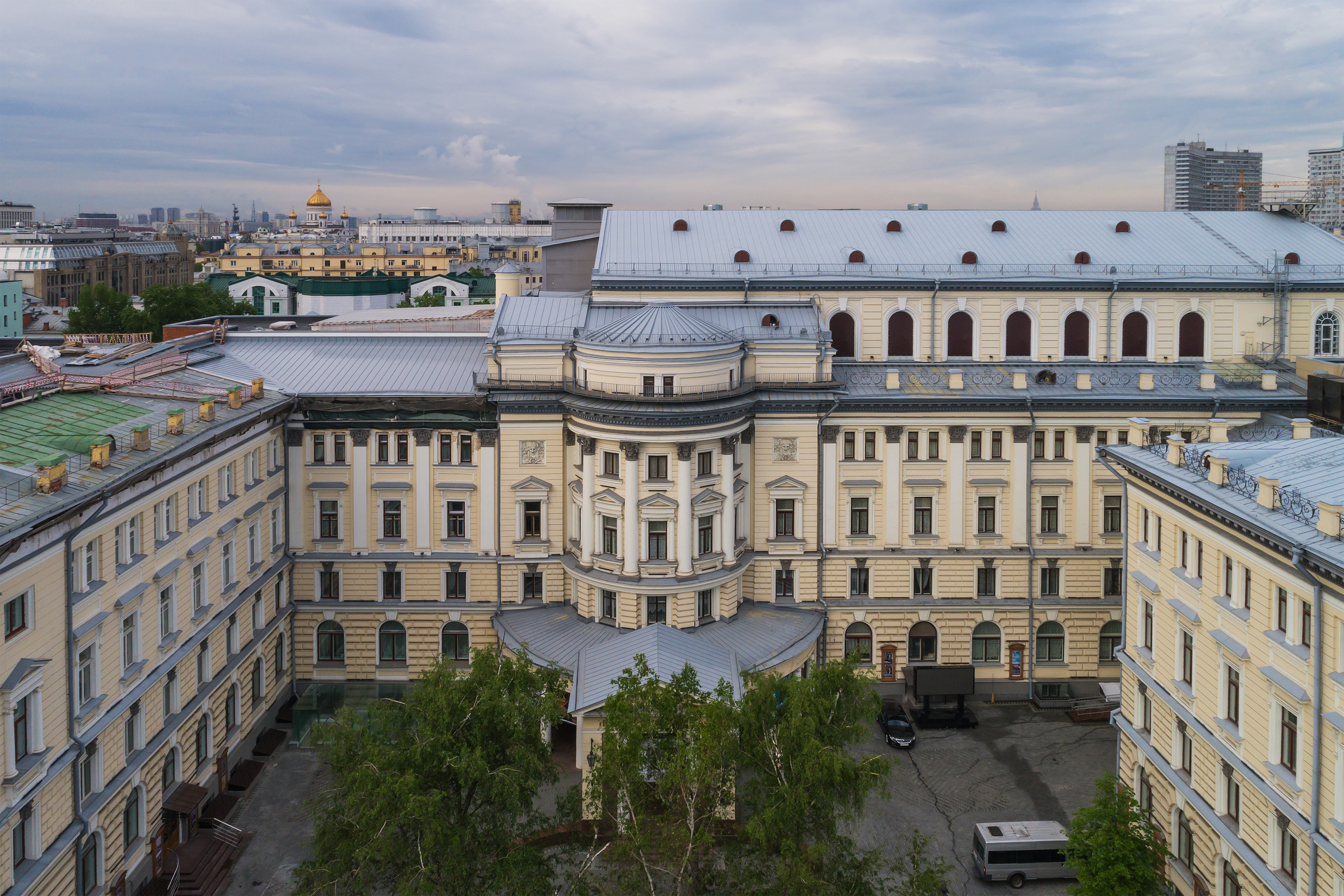
Façade du conservatoire de Moscou avec la statue de Tchaïkovski.
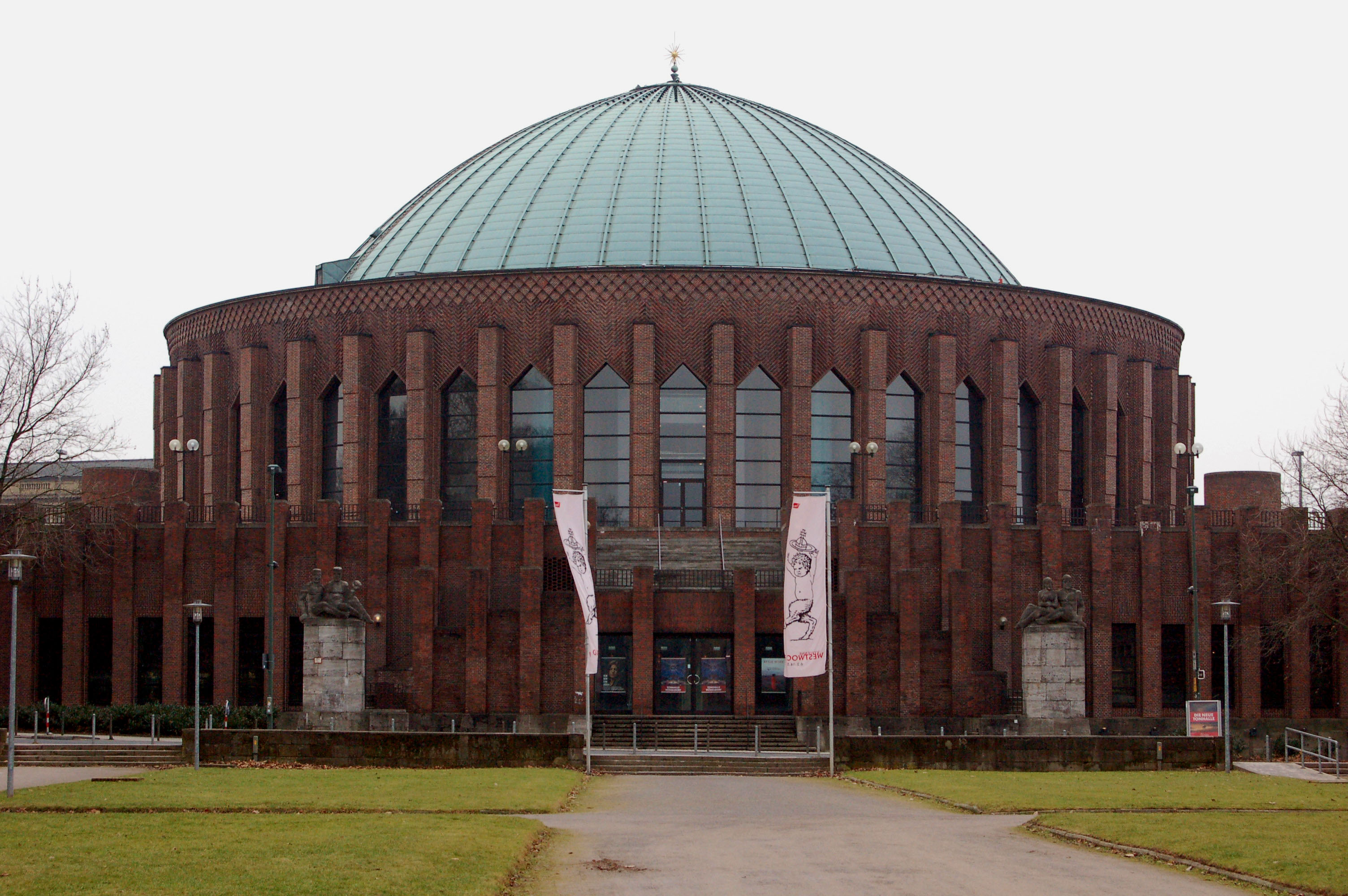
La salle de concert (Tonhalle) de Düsseldorf (1926).
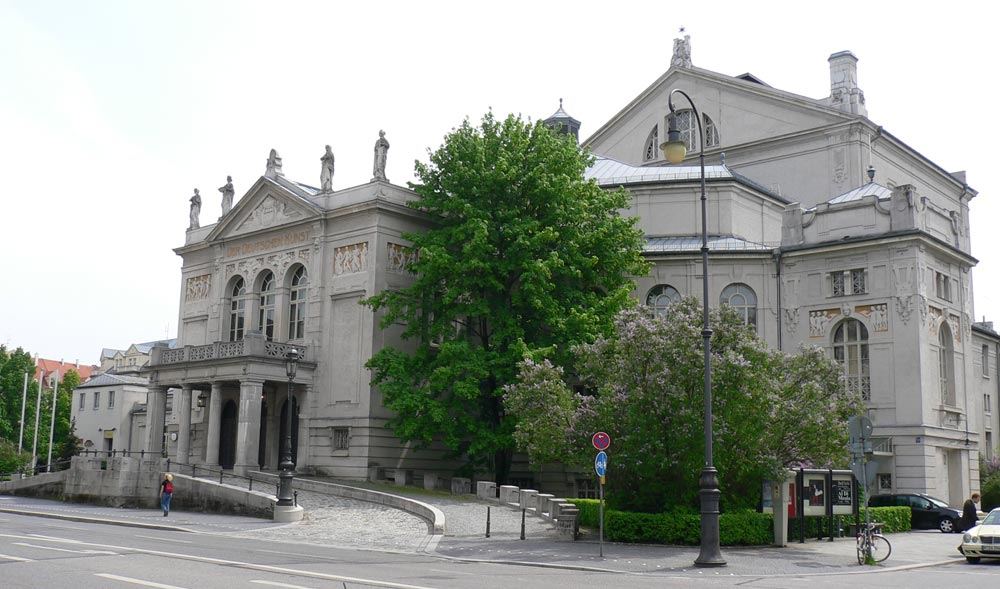
Le théâtre du Prince-Régent, à Munich.
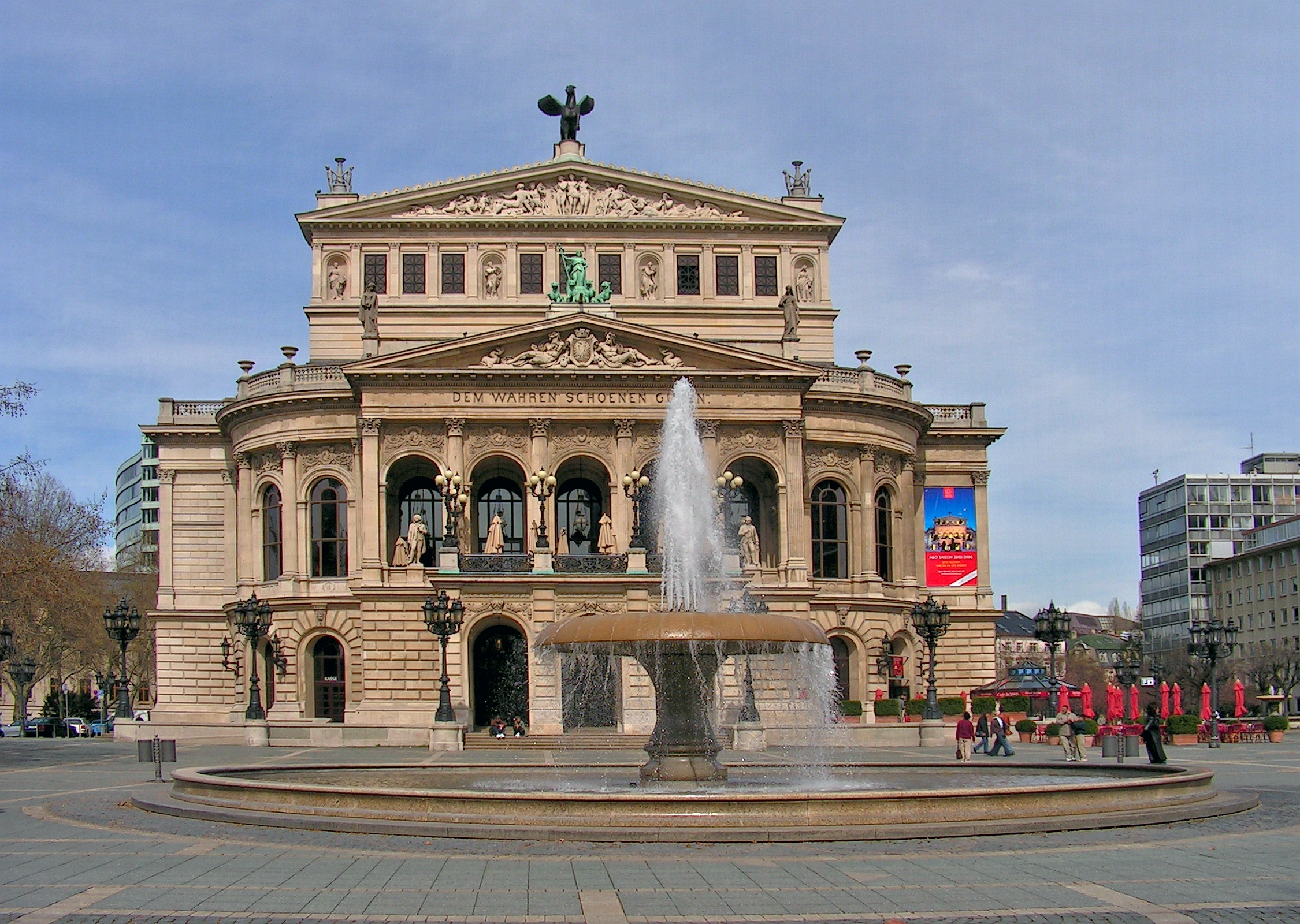
L'opéra « Alte Oper » de Francfort, reconstruit en 1981.
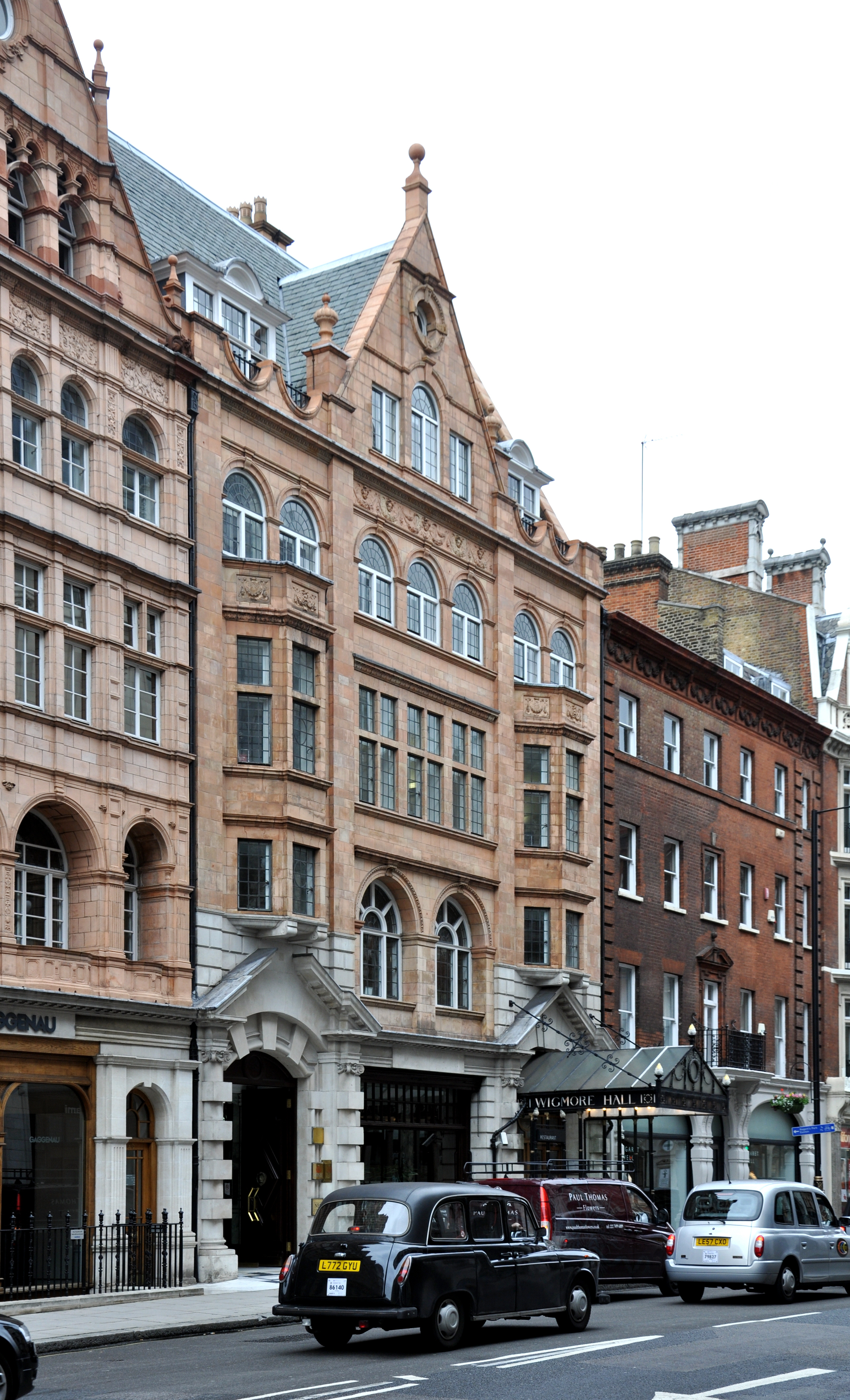
Wigmore Hall à Londres.

## Distinctions
Elle est récipiendiaire de nombreux prix, dont le premier à l'âge de seulement cinq ans, à la compétition internationale junior des Ensembles d'Art de Moscou. En 1997, elle remporte le Concours International Piccoli Mozart à Monte-Carlo, et le Prix du Président de Russie. Puis en 1999, elle gagne le premier prix junior au Concours international de harpe Lily Laskine à Deauville, et en 2002, le premier prix au Concours de harpe Vera Doulova en Russie. Elle a également obtenu une bourse de la Fondation de musique Rostropovitch.
En novembre 2003, elle remporte le premier prix du 15e Concours international de harpe en Israël, où elle reçoit également le  Prix Esther Herlitz, décerné pour la meilleure performance de composition libre écrite après 1950, pour son interprétation de Maqamat par Ami Maayani.